# Anisodactylus rotundangulus
Anisodactylus rotundangulus es una especie de escarabajo de tierra del género Anisodactylus, categorizada en la tribu Harpalini, de la subfamilia Harpalinae.

## Distribución
Se distribuye por México.

## Taxonomía
Fue descrita por Bates en 1878.
Tratamiento taxonómico
La especie aparece registrada y publicada en On new genera and species of geodephagous Coleoptera from Central America. -. Proceedings of the Zoological Society of London, 1878 (39): 587-609. (London). (1878).